# アメリカ大都市の死と生
アメリカ大都市の死と生（あめりかだいとしのしとせい、英：The Death and Life of Great American Cities）は、作家兼活動家ジェーン・ジェイコブスによる1961年の本。この本は1950年代の都市計画政策についてアメリカ合衆国の多くの都市近隣の衰退の原因となっていることへの批評を展開  、現状のモダニズム計画の定説に反し、合衆国における有機的で都会的活気について新たなる感謝の視点を示した。

## 功績
この本はジェイコブスの著書の中で最も影響力のあるものであり続けており、依然として都市計画の専門家や一般市民双方によって広く愛読されており、現在6つの言語に翻訳され、25万冊以上販売されたが 都市理論家のルイス・マンフォードは彼女の方法論に誤りも見つけながら、New York Review of Booksにおいて執筆機会を与え  、ロバート・カロもロバート・モーゼスに関する自著の伝記「The Power Broker」執筆において特に強い影響を受けた本として本書を引用したとし   、サミュエル・R・ディレイニーの自著「タイムズスクエアレッド、タイムズスクエアブルー」も都市研究領域における社会的関係に対する分析の内容ではこの書に大きく依存している。 

## 書誌
- The Death and Life of Great American Cities (Modern Library (hardcover) ed.). New York: Random House. (February 1993) [1961]. ISBN 0-679-60047-7
- Jane Jacobsの遺産に関する洞察と考察
- 都市のヤコブス理論に向けて
- Robert Kanigel (2016). Eyes on the Street: The Life of Jane Jacobs. New York: Alfred A. Knopf. ISBN 9780307961907